# Araneus alhue
Araneus alhue är en spindelart som beskrevs av Levi 1991. Araneus alhue ingår i släktet Araneus och familjen hjulspindlar. Inga underarter finns listade i Catalogue of Life.